# インディヴィジブル 闇を祓う魂たち
『インディヴィジブル 闇を祓う魂たち』（インディヴィジブル やみをはらうたましいたち）（海外版タイトルはindivisible）は、LabZeroGamesが開発したPlayStation 4・Nintendo Switch・Xbox One・PC（Steam）向け2DアクションRPG。2019年10月8日にPC版、海外コンシューマ版が発売され、同年11月30日にPC版が日本語対応。2020年7月16日には字幕の再翻訳、さらに日本語音声を追加したPlayStation 4・Nintendo Switch向け日本語版がスパイク・チュンソフトより発売された。（Xbox One版のみ字幕・音声共に日本語化は有りません）

## 概要
過去に『スカルガールズ』などを手掛けたLabZeroGamesによる、2Dグラフィックスによる横スクロール型アクションRPG。アニメーショングラフィックの制作はトリガーとTitmouseが担当する。
プレイヤーは主人公・アジュナを操作し数々のフィールドを巡り仲間を増やし、物語を進めていく。

## システム
戦闘は最大4体のキャラクターによるコマンド入力式のリアルタイムバトルを採用しており、それぞれのキャラクターのアクションが各ボタンに対応し、編成による戦術の変化や攻撃の組み合わせによるコンボの構築などバリエーションに富んだシステムとなっている。
主人公アジュナは、他者を自らの心のうちに引き込むという能力を持っており、プレイヤーは彼女の心の中に引き込まれたキャラクターからパーティーメンバーを選定することとなる。
また、物語が進むにつれてアジュナの動きは多彩になり、仲間が増えることによって彼女の精神世界も変化していく仕組みとなっている。

## あらすじ

### プロローグ
主人公・アジュナは、ナバル州にあるアシュワット村に住み、父・インドラから格闘技のけいこを受けていた。
ある日、彼女は厳格で無口な父とケンカして村を飛び出すが、村から煙が上がる様子を見て戻り、ラバナバー将軍の兵士たちが村を襲っている様子を目の当たりにする。
瀕死の父を見た彼女の前にラバナバー軍の司令官・ダールが現れる。
その時、彼女は不思議な力に目覚め、ダールを自らの中に取り込む。
アジュナは父の仇を晴らしたいと考えていた一方、ダールは戦果として彼女の身柄をラバナバーの元へ届けたいと考えていた。
行き先が一致した二人は、ラバナバーのいるところを目指す。

## キャラクター
アジュナ
声 - 小清水亜美
アシュワット村に住む少女で、明るく前向きである一方、直情的で短気な面もある。村を襲ったラバナバー軍の司令官・ダールとの戦いの最中に突然奇妙な力が覚醒し、自身の心の中に他者を取り込むという不思議な力に目覚める。
正義感持ちで、困っている人を放って置けない優しい一面を持っているが、自分のしたことを後に自覚して後悔することもある。
ダール
声 - 細谷佳正
ラバナー軍の司令官。アシュワット村を襲撃し、インドラを殺害した冷徹な張本人。アジュナとの戦いの際、彼女に取り込まれてしまう。最初はアジュナの敵同士であり話が噛み合わなかったが、次第に距離が縮まる。ラバナバーに騙されたことを知り、自分の犯した罪を自覚するようになる。
ロティ
アジュナのペット。ネズミのような舌を出した生き物。
ラズミ
声 – 日笠陽子
森に住むシャーマン。アジュナの最初の仲間になった。捻くれた性格で皮肉な言葉遣いをするが、アジュナのことを気に入っているという密かな本心を隠している。背負っているトラの毛皮は、「ボム」と名付けている。
ジンセン
声 – 櫻井彩夏
タイ・クラン出身の少年で若き植物学者。生きたカブの「ハニー」と一緒に行動している。
ゼベイ
声 - 望月英
ラーンの守護者の一人である弓の達人。
クシ、アルツン
声 - 加隈亜衣
ラーンの守護者の見習いである孤児。
幼少期に出会ったロック鳥のアルツンとともに行動を共にしている。
ソラニ
声 - 田中敦子
神族デーヴァの美女。数千年生きているため、アジュナの仲間の中で最年長。アジュナのことを気に入り、姉妹のような関係になっている。
カディーラ
声 - 國立幸
顔を隠し、男装をした女戦士。兄を殺害した疑惑を持つ鉄の王国軍を追っている。
バオザイ
声 - 朴璐美
海賊女王。豪快な性格であるが、美女に弱い。
ヌナ
声 - 金元寿子
カーヌル人で植物使いの少女。アジュナと同い年、天然で難しいことは苦手。
カムパン
声 - 久保ユリカ
鉄の王国でアジュナ達を騙し、罠をはめた女盗賊。その後は和解して、仲間になる。アジュナに対して否定的な言葉を出すが、仲は悪くない。
インドラ
声 - 小西克幸
アジュナの父。寡黙で頑固であるため、娘に対して厳しい態度を取るが、本心は娘を守る決心をしていて隠し事ばかりする不器用な一面を隠す。ダールに殺害され、今までの態度を娘に詫び、アジュナの旅のきっかけを作る。
ラバナバー
声 - 若本規夫
強大な力を持つ将軍。世界平和の名目で方々に軍を派遣しているが、そのやり方から征服者だとみる者もいる。ダールとは子供時代の彼と一度っきりしか会っていないため覚えていない上、用済みにさせてアジュナ達諸共命を狙う。
その他声優：野澤英義（）、野水伊織（ヤン役）、早見沙織（アングウ役）、矢尾一樹（麻薬王のマラ役）、稲田徹（空の怪人ガルーダ・クルーエル役）、杉山紀彰（暗殺者レン役）、逢坂良太（双子の兄弟ハノック、ジボッホ役）、喜多村英梨（鉄の王国の女王メアリー役）、杉田智和（ナーガ・ライダー役）、能登麻美子（ザーラ役）、くじら（フィービー役）

## 備考
本作発売前の2015年11月時点では、LabZeroGamesの『スカルガールズ』や他のインディーゲームから以下のゲストキャラクターの登場が予定されていた。
- アニー（スカルガールズ、開発：LabZeroGames）[6]
- カリブレット（Battle Chasers: Nightwar（英語版）、開発：Airship Syndicate（英語版））[6]
- The Drifter（Hyper Light Drifter（英語版）、開発：Heart Machine（英語版））[6]
- フアン（覆面闘士、開発：Drinkbox Studios）[6]
- Lea（Curses 'N Chaos（英語版）、開発：Tribute Games（英語版））[6]
- ショベルナイト（ショベルナイト、開発：ヨットクラブゲームズ（英語版））[6]
- ザックサウルス（スーパータイムフォース ULTRA（英語版）、開発：Capybara Games（英語版））[6]
- シャンティ（シャンティシリーズ、開発：WayForward Technologies）[7]
- レッド（Transistor（英語版）、開発：Supergiant Games（英語版））[8]

しかし、Lab Zero Games経営者のMike Zaimontの問題行動により多くの社員が一斉退職した影響で開発が終了し、2020年10月に、ゲストキャラクターが提供されないことが発表された。